# 21 augustus
21 augustus is de 233ste dag van het jaar (234ste dag in een schrikkeljaar) in de gregoriaanse kalender. Hierna volgen nog 132 dagen tot het einde van het jaar.

## Gebeurtenissen
- Algemeen
  - 1968 - Inval in Tsjecho-Slowakije door de Sovjet-Unie.
  - 1976 - De Lange Jan, de 135 meter lange schoorsteen van de voormalige mijn Oranje Nassau I in Heerlen, wordt opgeblazen. De schoorsteen valt verkeerd en beschadigt een leegstaand kantoorgebouw.
  - 1986 - Ruim 1700 mensen komen om het leven na een limnische uitbarsting bij het Nyosmeer in Kameroen.
  - 1994 - Bij het neerstorten van een Marokkaans passagiersvliegtuig komen alle 44 inzittenden, onder wie 16 buitenlanders, om het leven. Het toestel verongelukt tien minuten na het opstijgen in de buurt van de stad Agadir.[1]

- Criminaliteit en veiligheid
  - 2013 - De Zuid-Afrikaanse politie rolt een groot internationaal netwerk van kinderporno op. Zes mannen worden gearresteerd.

- Gezondheid
  - 2014 - Zuid-Afrika sluit zijn grenzen voor mensen uit de door het ebolavirus getroffen landen Guinee, Liberia en Sierra Leone. Reizigers uit die landen die niet de Zuid-Afrikaanse nationaliteit hebben, mogen het land niet meer in.

- Kunst en cultuur
  - 1911 - De Mona Lisa wordt op klaarlichte dag gestolen uit het Louvre in Parijs.

- Media
  - 1965 - Het eerste nummer van het weekblad Voetbal International verschijnt.[2]

- Muziek
  - 2005 - The Rolling Stones beginnen in Boston (VS) aan hun 31e wereldtournee. Mick Jagger is dan inmiddels 62.

- Oorlog
  - 1808 - Britse en Portugese troepen onder bevel van Arthur Wellesley verslaan de Franse troepen onder bevel van generaal Jean-Andoche Junot in de Slag bij Vimeiro.
  - 1990 - De negen leden van de West-Europese Unie besluiten in Parijs om gezamenlijk op te treden tijdens de Golfcrisis.
  - 1994 - Frankrijk beëindigt Operatie Turquoise, de militaire interventie met humanitair oogmerk in de Midden-Afrikaanse staat Rwanda.

- Politiek
  - 1887 - Oprichting van de Noorse sociaaldemocratische partij genaamd Det Norske Arbeiderpartiet.
  - 1891 - In Nederland treedt het kabinet-Van Tienhoven aan, als opvolger van kabinet-Mackay.
  - 1959 - Hawaï wordt de vijftigste staat van de Verenigde Staten van Amerika. President Eisenhower beslist bij decreet dat de vlag 9 horizontaal verspringende rijen en elf rijen met verticaal verspringende rijen sterren krijgt.[3]
  - 1991 - Letland verkrijgt de onafhankelijkheid.
  - 1994 - In Algerije begint een dialoog tussen de regering van president Liamine Zéroual en vijf oppositiegroepen die in variërende mate positief staan tegenover het verboden fundamentalistische Front van Islamitische Redding (FIS).
  - 2011 - Sympathisanten van de Venezolaanse leider Hugo Chávez laten zich in het openbaar kaalscheren. Ze willen daarmee hun solidariteit betuigen met Chavez, die sinds kort rondloopt met een kaal hoofd vanwege chemotherapie.
  - 2012 - Het referendum in Roemenië over afzetting van de president is terecht ongeldig verklaard, aldus het Constitutionele Hof van het Oost-Europese land.

- Recreatie
  - 2019 - De achtbaan Baron 1898 op de Efteling heeft een uur lang een storing: de wagentjes vielen rond 12.30 uur stil op een hoogte van tussen de 20 en 40 meter.

- Religie

- Sport
  - 1925 - De Nederlandse voetbalclub FC Emmen wordt opgericht.
  - 1931 - Oprichting van de Portugese voetbalclub FC Famalicão.
  - 1938 - De Duitse atleet Karl Hein scherpt in Osnabrück het wereldrecord kogelslingeren aan tot 58,24 meter.
  - 2008 - De Nederlandse waterpolodames winnen goud op de Olympische Spelen in Peking.
  - 2008 - De Nederlandse zwemmer Maarten van der Weijden wint op de Olympische Spelen goud op de 10 kilometer open water.
  - 2008 - Titelverdediger Amerika wint het vierde olympische voetbaltoernooi voor vrouwen door Brazilië in de finale met 1-0 te verslaan.
  - 2017 - De Nederlandse hockeyers lijden de zwaarste nederlaag ooit bij een EK hockey door in een groepsduel met 5-0 te verliezen van buurland België.

- Wetenschap en technologie
  - 1888 - William Burroughs vraagt octrooi aan op de eerste, commercieel beschikbare rekenmachine.
  - 1914 - Tijdens een expeditie op het Krim schiereiland waarbij hij Albert Einsteins relativiteitstheorie wil bevestigen door middel van nauwkeurige metingen van sterposities tijdens een totale zonsverduistering, wordt de Duitse astronoom Erwin Finlay-Freundlich opgepakt nadat Duitsland in staat van oorlog is geraakt met Rusland.[4]
  - 1914 - Er treedt een totale zonsverduistering op die waarneembaar is in onder meer Canada, Groenland, Noorwegen, Zweden, Rusland, Turkije, Irak, Iran, Pakistan en India. In Nederland en België is een gedeeltelijke verduistering waarneembaar van zo'n 70%. Deze verduistering is de 49e in Sarosreeks 124.[5]
  - 1965 - Lancering van de Gemini 5. Met deze ruimtevlucht van bijna acht dagen breken de Verenigde Staten het duurrecord voor bemande ruimtevluchten.

## Geboren

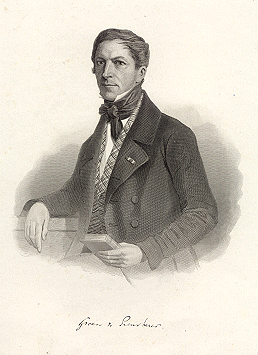
Guillaume Groen van Prinsterer
geboren in 1801

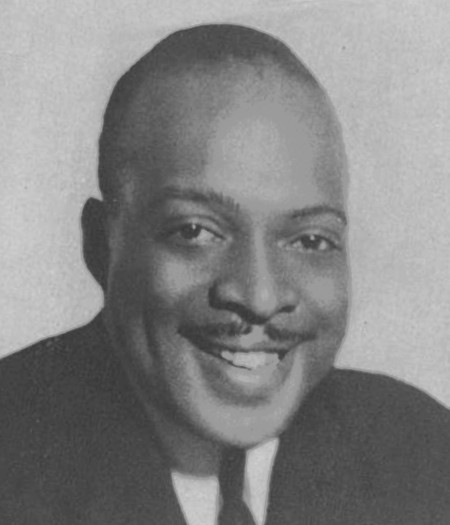
Count Basie
geboren in 1904

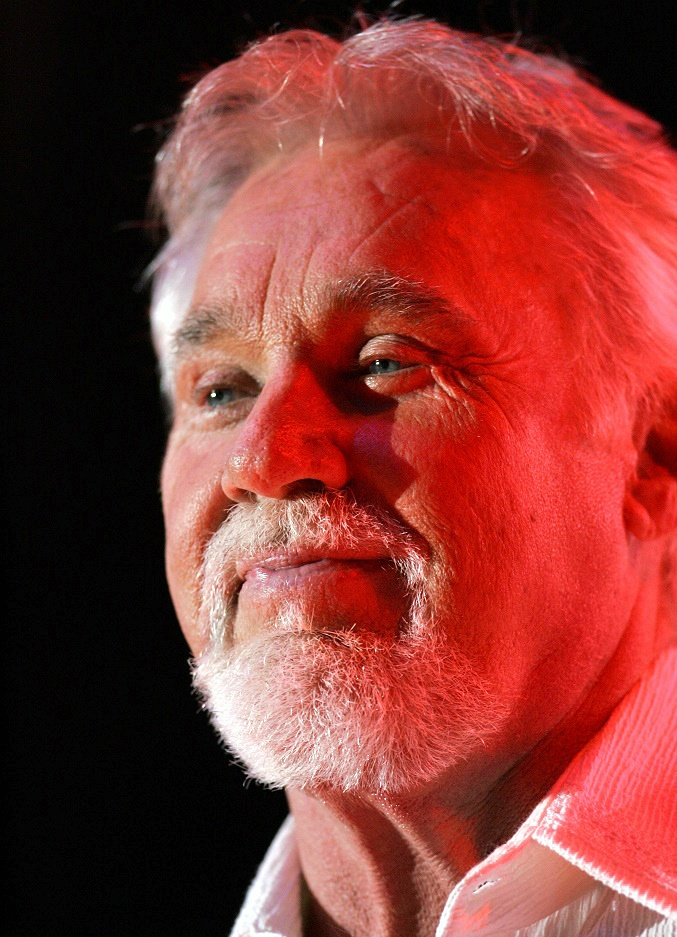
Kenny Rogers
geboren in 1938

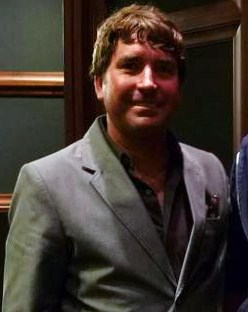
Stephen Hillenburg,
geboren in 1961

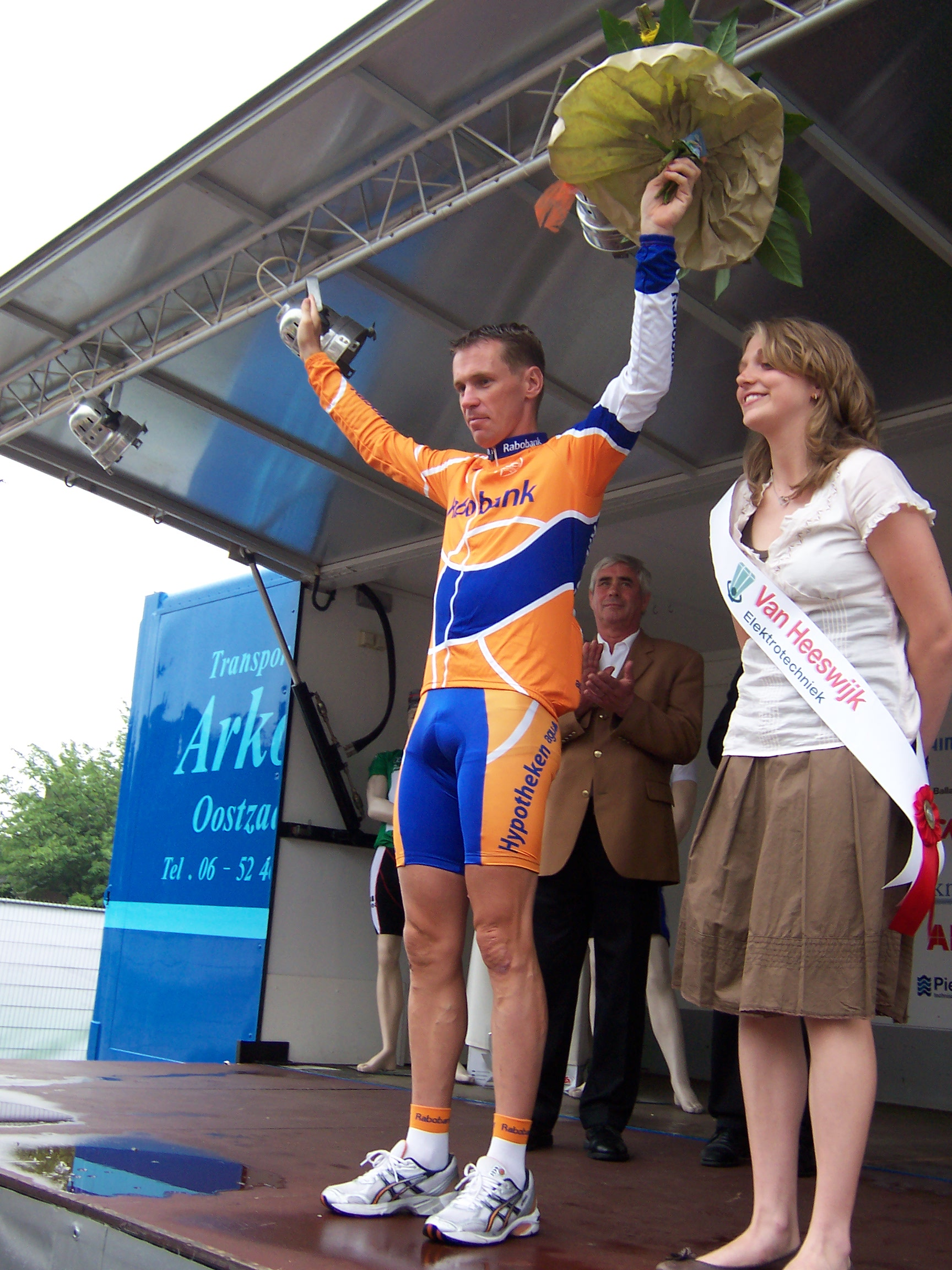
Erik Dekker
geboren in 1970

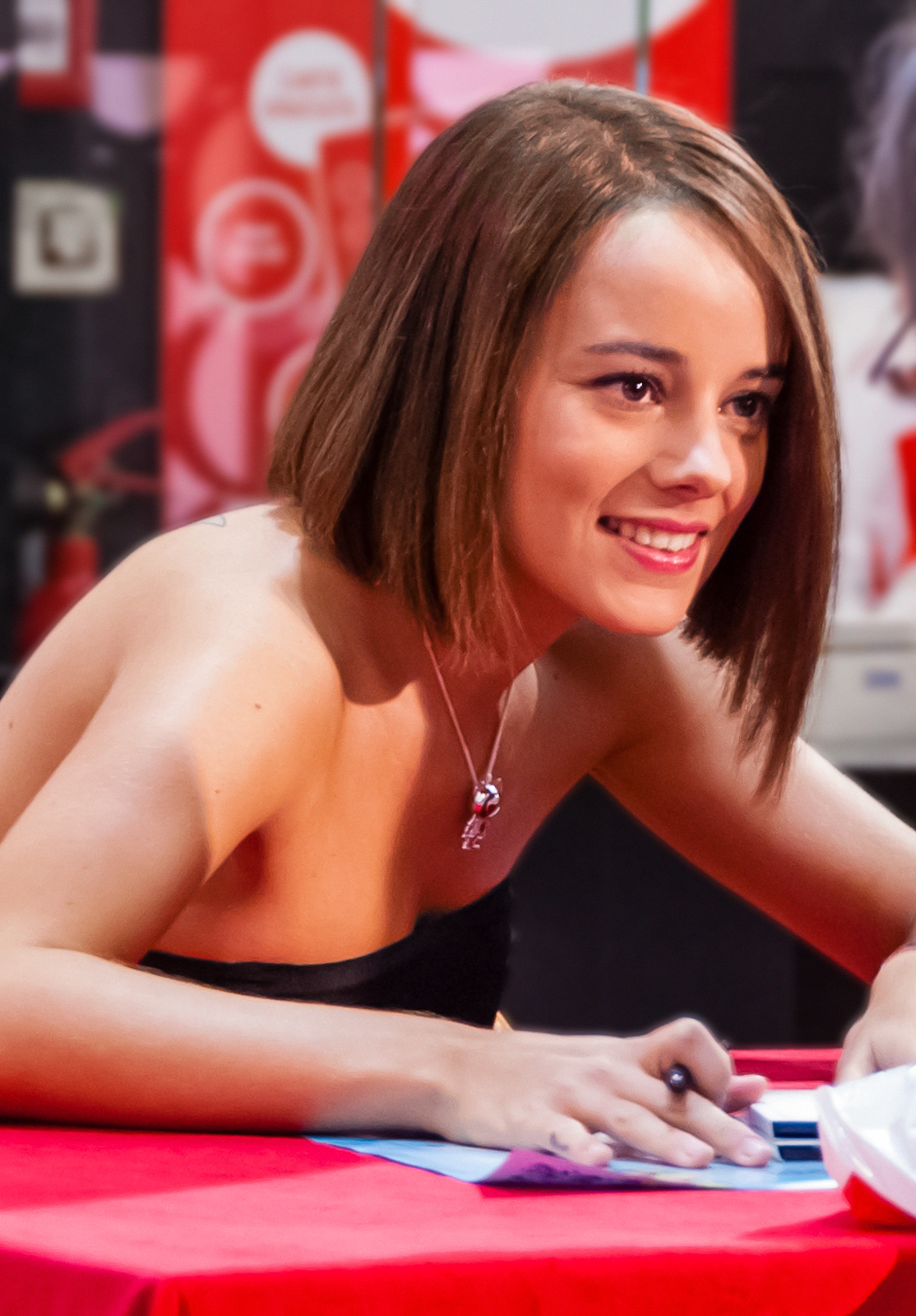
Alizée Jacotey
geboren in 1984

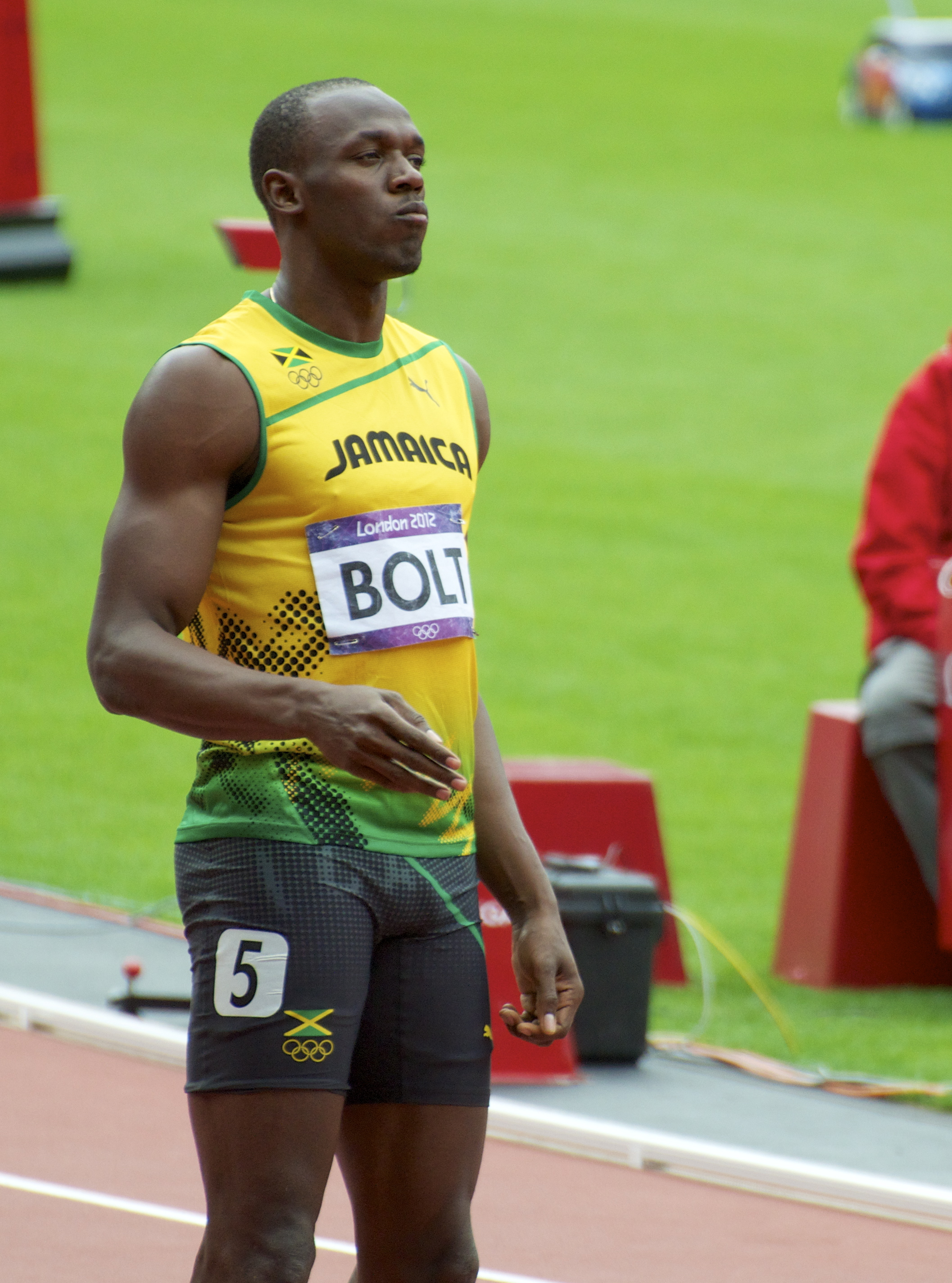
Usain Bolt
geboren in 1986

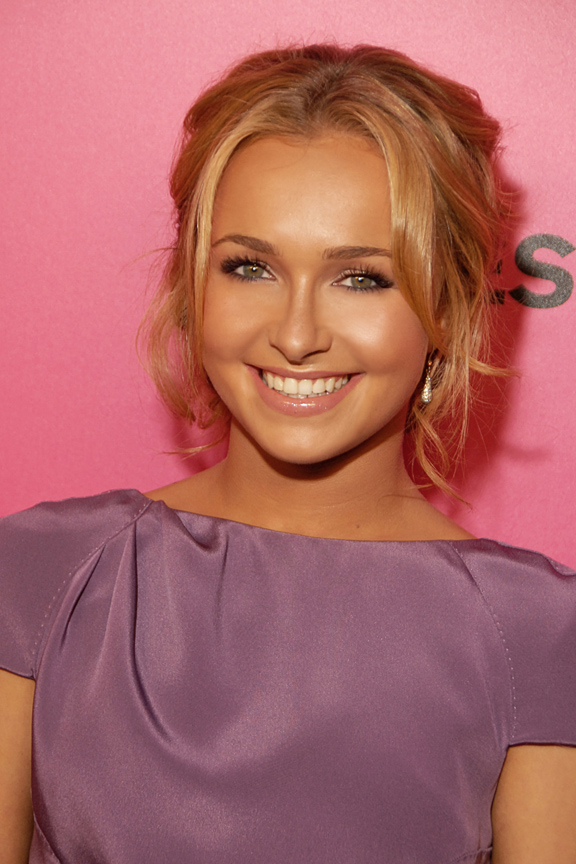
Hayden Panettiere
geboren in 1989

- 1165 - Filips II, koning van Frankrijk van 1180 tot 1223 (overleden 1223)
- 1567 - Franciscus van Sales, Frans heilige en kerkleraar, bisschop van Genève (overleden 1622)
- 1643 - Alfons VI, Portugees koning van 1656 tot 1683 (overleden 1683)
- 1725 - Jean-Baptiste Greuze, Frans kunstschilder (overleden 1805)
- 1765 - Willem IV, koning van het Verenigd Koninkrijk en koning van Hannover van 1830 tot 1837 (overleden 1837)
- 1789 - Augustin Louis Cauchy, Frans wis- en natuurkundige (overleden 1857)
- 1801 - Guillaume Groen van Prinsterer, Nederlands politicus (ARP) en historicus (overleden 1876)
- 1813 - Jean Stas, Belgisch scheikundige (overleden 1891)
- 1852 - Günther Victor, vorst van Schwarzburg-Rudolstadt en van Schwarzburg-Sondershausen (overleden 1925)
- 1858 - Rudolf van Oostenrijk, aartshertog van Oostenrijk (overleden 1889)
- 1863 - Jules Destrée, Waals socialistisch politicus (overleden 1936)
- 1868 - Jan Stuyt, Nederlands architect (overleden 1934)
- 1872 - Aubrey Beardsley, Engels illustrator en schrijver (overleden 1898)
- 1874 - Herman van Karnebeek, Nederlands diplomaat en minister (overleden 1942)
- 1874 - Edmund Mortimer, Amerikaans acteur en filmregisseur (overleden 1944)
- 1882 - Rik Wouters, Belgisch kunstenaar (overleden 1916)
- 1889 - Richard O'Connor, Brits generaal (overleden 1981)
- 1890 - Wim Bekkers, Nederlands touwtrekker (overleden 1957)
- 1891 - Emiliano Mercado del Toro, Puerto Ricaans (bij leven) oudste mens ter wereld (overleden 2007)
- 1891 - Francisco Zulueta, Filipijns senator en rechter (overleden 1947)
- 1893 - Lili Boulanger, Frans componiste (overleden 1918)
- 1904 - Count Basie, Amerikaans jazzpianist (overleden 1984)
- 1904 - Lambertus Slok, Apostel en oprichter van Het Apostolisch Genootschap (overleden 1984)
- 1909 - Jan van der Made, Nederlands nationaalsocialistisch schrijver en essayist (overleden 1981)
- 1909 - Marinus den Ouden, Nederlands militair, commandant Nederlands Detachement Verenigde Naties (Korea) (gesneuveld 1951)
- 1910 - Gehnäll Persson, Zweeds ruiter (overleden 1976)
- 1911 - Ken Richardson, Brits autocoureur (overleden 1997)
- 1913 - Fred Agabashian, Amerikaans autocoureur (overleden 1989)
- 1914 - Simon E. Smit, Nederlands fotojournalist (overleden 2012)
- 1917 - Leonid Hurwicz, Amerikaans econoom en wiskundige (overleden 2008)
- 1920 - Wim Schut, Nederlands stedenbouwkundige en politicus (overleden 2006)
- 1924 - Jules Ancion, Nederlands hockeyer en -coach (overleden 2011)
- 1924 - Arthur Janov, Amerikaans psycholoog, grondlegger van de Primaltherapie (overleden 2017)
- 1925 - Judy Grable, Amerikaans professioneel worstelaar (overleden 2008)
- 1926 - Marian Jaworski, Oekraïens kardinaal en aartsbisschop (overleden 2020)
- 1926 - Ben-Zion Orgad, Israëlisch componist (overleden 2006)
- 1927 - Frits de Voogt, Nederlands roeier (overleden 2023)
- 1928 - Chris Brasher, Brits atleet en sportjournalist (overleden 2003)
- 1928 - Jean Constantin, Roemeens acteur (overleden 2010)
- 1928 - Art Farmer, Amerikaans jazztrompettist en -bugelist (overleden 1999)
- 1928 - Mário Pinto de Andrade, Angolees dichter en politicus (overleden 1990)
- 1928 - Raymond Prud'homme, Belgisch atleet
- 1928 - Allard van der Scheer, Nederlands acteur (overleden 2014)
- 1928 - Gillian Sheen, Brits schermster (overleden 2021)
- 1930 - Christiane Legrand, Frans zangeres (overleden 2011)
- 1930 - Margaret Windsor, zus van koningin Elizabeth II (overleden 2002)
- 1932 - Menashe Kadishman, Israëlisch beeldhouwer, tekenaar en schilder (overleden 2015)
- 1932 - Kurt Stettler, Zwitsers voetbaldoelman en -trainer (overleden 2020)
- 1932 - Melvin Van Peebles, Amerikaans acteur en filmmaker (overleden 2021)
- 1933 - Zbigniew Bujarski, Pools componist en muziekdocent (overleden 2018)
- 1933 - Kadriye Nurmambet, Roemeens folklorist en volkszangeres (overleden 2023)
- 1933 - Jacquelien de Savornin Lohman, Nederlands hoogleraar, senator en cabaretière (overleden 2018)
- 1934 - John Lewis Hall, Amerikaans natuurkundige en Nobelprijswinnaar
- 1934 - Dick Tol, Nederlands voetballer (overleden 1973)
- 1935 - Vladimir Oboechov, Russisch basketbalcoach (overleden 2020)
- 1936 - Wilt Chamberlain, Amerikaans basketballer (overleden 1999)
- 1937 - Gustavo Noboa, Ecuadoriaans politicus; president 2000-2003 (overleden 2021)
- 1938 - Kenny Rogers, Amerikaans countryzanger, acteur en zakenman (overleden 2020)
- 1939 - Festus Gontebanye Mogae, president van Botswana
- 1939 - Clarence Williams III, Amerikaans acteur (overleden 2021)
- 1942 - Maria Kaczyńska, Pools presidentsvrouw (overleden 2010)
- 1943 - Patrick Demarchelier, Frans modefotograaf (overleden 2022)
- 1944 - Henk Lemckert, Nederlands schrijver, ondernemer en organist
- 1945 - Patty McCormack, Amerikaans actrice
- 1946 - Guy Coëme, Franstalig Belgisch politicus van de Parti Socialiste
- 1946 - Suzie, Nederlands-Zweeds zangeres en circusartieste (overleden 2008)
- 1946 - Robert Van Schoor, Belgisch atleet
- 1947 - Frédéric Mitterrand, Frans politicus en scenarioschrijver (overleden 2024)
- 1947 - Lucius Shepard, Amerikaans sciencefiction en fantasyschrijver (overleden 2014)
- 1949 - Dominic Grant, Brits zanger (overleden 2020)
- 1949 - Keetie van Oosten-Hage, Nederlands wielrenster
- 1950 - Patrick Juvet, Zwitsers zanger (overleden 2021)
- 1951 - Bernhard Germeshausen, Duits bobsleeër (overleden 2022)
- 1951 - Char Margolis, Amerikaans spiritiste
- 1952 - Joe Strummer, Brits rockzanger (The Clash) (overleden 2002)
- 1953 - Gérard Janvion, Frans voetballer
- 1954 - Didier Six, Frans voetballer
- 1956 - Kim Cattrall, Canadees-Brits actrice
- 1957 - John Howe, Canadees illustrator
- 1957 - Kim Sledge, Amerikaans zangeres
- 1958 - Joba van den Berg, Nederlands politica (CDA)
- 1958 - Ellert Driessen, Nederlands musicus (Spargo), componist en producer
- 1958 - Leanne van den Hoek, Nederlands eerste vrouwelijke opperofficier
- 1959 - Carola Bauckholt, Duits componiste
- 1961 - Lance Deal, Amerikaans atleet
- 1961 - Stephen Hillenburg, Amerikaans animator, bedenker SpongeBob SquarePants (overleden 2018)
- 1961 - Peter Slaghuis, Nederlands muziekproducer (Hithouse) (overleden 1991)
- 1961 - Wimie Wilhelm, Nederlands actrice (overleden 2023)
- 1962 - Jan Krol, Nederlands acteur (overleden 2023)
- 1962 - Rogi Wieg, Nederlands schrijver (overleden 2015)
- 1963 - Mohammed VI, koning van Marokko
- 1963 - Nigel Pearson, Engels voetballer en voetbaltrainer
- 1966 - Tania Merchiers, Belgisch atlete
- 1966 - Daniel Steiger, Zwitsers wielrenner
- 1966 - Henk Vermeer, Nederlands politicus
- 1967 - Charb, Frans striptekenaar en cartoonist (overleden 2015)
- 1967 - Carrie-Anne Moss, Canadees model en filmactrice
- 1967 - Bart De Roover, Belgisch voetballer en voetbalcoach
- 1967 - Serj Tankian, Amerikaans-Armeens metalzanger (System of a Down)
- 1968 - Antonio Benarrivo, Italiaans voetballer
- 1969 - Marlies Verhelst, Nederlands schrijfster
- 1970 - Erik Dekker, Nederlands wielrenner
- 1970 - Diana Sno, Nederlands televisiepresentatrice en actrice
- 1971 - Maarten Tip, Nederlands sportverslaggever en -commentator
- 1972 - Hendro Munsterman, Nederlands theoloog en journalist
- 1972 - Gisela Otto, Nederlands televisiepresentatrice
- 1973 - Koji Fukushima, Japans wielrenner
- 1973 - Thomas Hickersberger, Oostenrijks voetballer
- 1974 - Pavel Bugalo, Oezbeeks voetballer
- 1975 - Marijo Strahonja, Kroatisch voetbalscheidsrechter
- 1975 - Alicia Witt, Amerikaans actrice
- 1976 - Liezel Huber, Duits tennisser
- 1976 - Gillian O'Sullivan, Iers atlete
- 1976 - Leonardo dos Santos Silva, Braziliaans voetballer
- 1976 - Michiel Smit, Nederlands politicus
- 1976 - Nikos Vertis, Grieks zanger
- 1978 - Jesús España, Spaans atleet
- 1979 - Kelis, Amerikaans R&B-zangeres
- 1980 - Magnus A. Carlsson, Zweeds golfer
- 1980 - Iwan Redan, Nederlands voetballer
- 1981 - Jarrod Lyle, Australisch golfer (overleden 2018)
- 1982 - Francisco Vallejo Pons, Spaans schaker
- 1982 - Roy Myrie, Costa Ricaans voetballer
- 1983 - Brody Jenner, Amerikaans model en tv-ster
- 1983 - Scott McDonald, Australisch voetballer
- 1983 - Gabriëlle Popken, Nederlands politica
- 1984 - Alizée, Frans zangeres
- 1984 - Eve Torres, Amerikaans professioneel worstelaarster
- 1984 - Martin Vunk, Estisch voetballer
- 1985 - Nicolás Almagro, Spaans tennisser
- 1986 - Usain Bolt, Jamaicaans atleet
- 1986 - Wout Brama, Nederlands voetballer
- 1986 - Denisa Rosolová, Tsjechisch atlete
- 1987 - Lona Kroese, Nederlands zwemster
- 1987 - Nyasha Mushekwi, Zimbabwaans voetballer
- 1987 - Anton Sjipoelin, Russisch biatleet
- 1988 - Robert Lewandowski, Pools voetballer
- 1989 - Charlison Benschop, Nederlands voetballer
- 1989 - Rajko Brežančić, Servisch voetballer
- 1989 - Rob Knox, Brits acteur (overleden 2008)
- 1989 - Hayden Panettiere, Amerikaans actrice en zangeres
- 1990 - Natsumi Hoshi, Japans zwemster
- 1991 - Leandro Bacuna, Nederlands voetballer
- 1991 - Kalifa Coulibaly, Malinees voetballer
- 1991 - Tess Gaerthé, Nederlands zangeres, actrice en televisiepresentatrice
- 1991 - Anna Netsjajevskaja, Russisch langlaufster
- 1991 - Lars Veldwijk, Nederlands voetballer
- 1992 - Felipe Nasr, Braziliaans autocoureur
- 1992 - RJ Mitte, Amerikaans acteur
- 1993 - Millie Bright, Engels voetbalster
- 1993 - Adam Hunt, Engels darter
- 1996 - Karolína Muchová, Tsjechisch tennisspeelster
- 1998 - Andri Ragettli, Zwitsers freestyleskiër
- 1998 - Kristina Spiridonova, Russisch freestyleskiester
- 2001 - Nico Gruber, Oostenrijks autocoureur
- 2001 - Dallas Liu, Amerikaans acteur
- 2003 - Adrián Huertas, Spaans motorcoureur
- 2003 - Alex Scott, Engels voetballer
- 2005 - Loreen Bender, Duits voetbalster
- 2005 - Djoeke de Ridder, Nederlands voetbalster
- 2005 - Demi Werther, Nederlands voetbalster

## Overleden

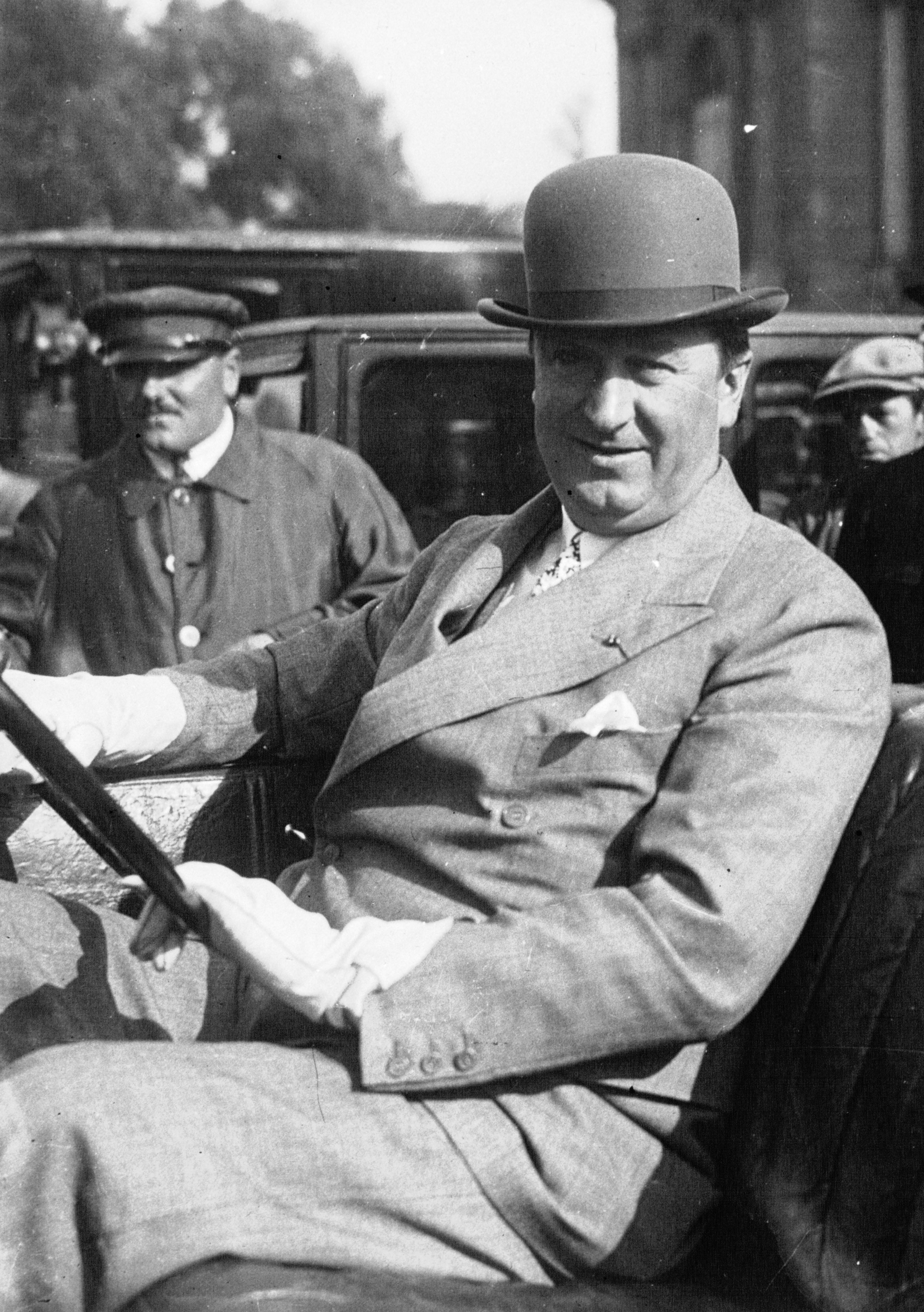
Ettore Bugatti
overleden in 1947

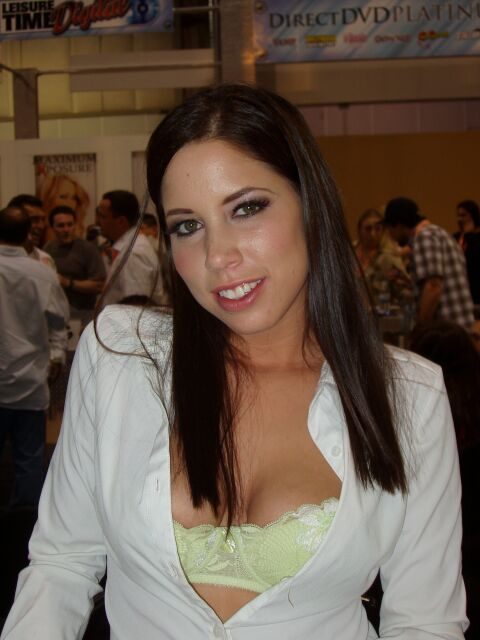
Haley Paige
overleden in 2007

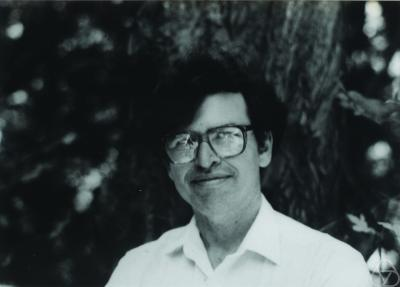
William Thurston
overleden in 2012

- 1131 - Boudewijn II van Jeruzalem (onbekend), van 1100 tot 1118 graaf van Edessa en van 1118 tot 1131 koning van Jeruzalem
- 1271 - Alfons van Poitiers (50)
- 1568 - Jean de la Valette (74), Grootmeester der Maltezer Ridders tijdens het Beleg van Malta in 1565
- 1757 - Johann Samuel König (45), Duits-Zwitsers wiskundige
- 1762 - Mary Wortley Montagu (73), Engels schrijfster
- 1888 - Simon Vissering (70), Nederlands journalist, hoogleraar en minister
- 1901 - Adolf Fick (71), Duits fysioloog en opsteller van de Wet van Fick (diffusie-wet)
- 1914 - Paus Pius X (79)
- 1919 - Laurence Doherty (43), Brits tennisser
- 1940 - Leon Trotski (60), Russisch revolutionair
- 1947 - Ettore Bugatti (65), Italiaans autoconstructeur
- 1958 - Annie Timmermans (39), Nederlands zwemster
- 1975 - Manuel Seoane (73), Argentijns voetballer
- 1976 - Jose Cojuangco sr. (80), Filipijns politicus en grootgrondbezitter
- 1979 - Giuseppe Meazza (68), Italiaans voetballer
- 1982 - Sobhuza II (83), Paramount Chief (Opperhoofdman) van Swaziland van 1921 tot 1968 en koning van Swaziland van 1968 tot 1982
- 1983 - Benigno Aquino jr. (50), Filipijns senator en oppositieleider
- 1983 - Gene Force (67), Amerikaans autocoureur
- 1986 - Aina Cederblom (89), Zweeds ontdekkingsreizigster, schrijfster en textielkunstenares
- 1990 - Willem Kernkamp (78), Nederlands sportbestuurder
- 1991 - Oswald von Nell-Breuning (101), Duits jezuïet, theoloog, filosoof en econoom
- 1994 - Hein Fentener van Vlissingen (73), Nederlands zakenman
- 1995 - Subramanyan Chandrasekhar (84), Indiaas theoretisch natuurkundige
- 1995 - Chuck Stevenson (75), Amerikaans autocoureur
- 2003 - Piet Wiersma (57), Nederlands organist
- 2004 - Isaäc Arend Diepenhorst (88), Nederlands minister van Onderwijs en hoogleraar
- 2005 - Robert Moog (71), Amerikaans muziekinstrumentmaker
- 2006 - Paul Fentener van Vlissingen (65), Nederlands ondernemer, columnist, publicist en natuurbeschermer
- 2007 - Siobhan Dowd (47), Brits schrijfster
- 2007 - Haley Paige (25), Mexicaans-Amerikaans pornoactrice
- 2008 - Annemie Heymans (73), Nederlands kinderboekenschrijfster
- 2009 - Åke Larsson (88), Zweeds componist en muzikant
- 2009 - Dean Turner (37), Australisch rockmuzikant
- 2010 - Chloé Graftiaux (23), Belgisch muurklimster
- 2010 - Christoph Schlingensief (49), Duits regisseur
- 2011 - Edith Tiempo (92), Filipijns schrijfster
- 2012 - Cornelis Geurtz (110), oudste Nederlander
- 2012 - Hans Josephsohn (82), Zwitsers beeldhouwer
- 2012 - Guy Spitaels (80), Belgisch Franstalig politicus
- 2012 - William Thurston (65), Amerikaans wiskundige
- 2012 - Sergio Toppi (79), Italiaans illustrator, striptekenaar en cartoonist
- 2013 - Fred Martin (84), Schots voetbaldoelman
- 2014 - Robert Hansen (75), Amerikaans seriemoordenaar
- 2014 - Albert Reynolds (81), Iers premier
- 2015 - Ton Alblas (75), Nederlands politicus
- 2016 - Antony Jay (86), Brits scenarioschrijver
- 2017 - Michel Plessix (57), Frans striptekenaar
- 2017 - Bajram Rexhepi (63), Kosovaars-Albanees politicus
- 2018 - Barbara Harris (83), Amerikaans actrice
- 2018 - Stefán Karl Stefánsson (43), IJslands acteur
- 2020 - Ken Robinson (70), Brits auteur en onderwijsexpert
- 2020 - Jacques Visschers (79), Nederlands voetballer
- 2021 - Don Everly (84), Amerikaans musicus
- 2021 - Kees de Haas (90), Nederlands econoom, maritiem historicus en schrijver
- 2021 - Jan Nico Homan van der Heide (94), Nederlands arts en uitvinder
- 2021 - Rudi Janssens (59), Belgisch socioloog
- 2021 - Marie Kinsky von Wchinitz und Tettau (81), vorstin van Liechtenstein
- 2021 - Jean Pierre Marie Orchampt (97), Frans bisschop
- 2022 - Alexei Panshin (82), Amerikaans schrijver
- 2022 - Monnette Sudler (70), Amerikaans jazzmuzikante en componiste
- 2022 - Robert Williams (73), Grieks muzikant en zanger
- 2023 - Sergej Babkov (56), Russisch basketbalspeler
- 2024 - John Amos (84), Amerikaans acteur en Americanfootballspeler

Pius X, door Francesco De Federicis, 1903

## Viering/herdenking
- Rooms-Katholieke kalender:
  - Heilige Pius X († 1914) - Gedachtenis
  - Onze-Lieve-Vrouw van Knock (1879)
  - Heiligen Gratia van Alcira, Abraham van Smolensk, Bernardus van Alcira († 1180)
  - Zalige Wladislaus Findysz († 1964)

## Weerextremen

### Nederland
| | Officiële records | Officiële records | Officiële records |      | Landelijke records | Landelijke records | Landelijke records |
| Gebeurtenis | Jaar              | Extreem           | Locatie           | Jaar | Extreem            | Locatie            |                    |
| --- | ----------------- | ----------------- | ----------------- | ---- | ------------------ | ------------------ | ------------------ |
| Laagste etmaalgemiddelde temperatuur (°C) | 1920              | 10,9              | De Bilt           |      | 1920               | 10,3               | Maastricht         |
| Hoogste etmaalgemiddelde temperatuur (°C) | 2020              | 23,9              | De Bilt           |      | 1943               | 25,4               | Maastricht         |
| Laagste minimumtemperatuur (°C) | 1904              | 4,2               | De Bilt           |      | 1986               | 3,2                | Deelen             |
| Hoogste minimumtemperatuur (°C) | 2020              | 18,1              | De Bilt           |      | 2020               | 20,6               | Wijk aan Zee       |
| Laagste maximumtemperatuur (°C) | 1920              | 13,7              | De Bilt           |      | 1920               | 13,5               | De Kooy            |
| Hoogste maximumtemperatuur (°C) | 1987              | 29,4              | De Bilt           |      | 1943               | 31,9               | Eelde              |
| Hoogste uurgemiddelde windsnelheid (m/s) | 1931              | 13,4              | De Bilt           |      | 1990               | 23,1               | Huibertgat         |
| Hoogste windstoot (m/s) | 1961              | 19,0              | De Bilt           |      | 1980 1990          | 28,8               | Cadzand Huibertgat |
| Langste zonneschijnduur (uur) | 2019              | 13,0              | De Bilt           |      | 1942               | 13,6               | De Kooy            |
| Langste neerslagduur (uur) | 1953              | 12,8              | De Bilt           |      | 2002               | 19,2               | Volkel             |
| Hoogste etmaalsom van de neerslag (mm) | 1953              | 26,9              | De Bilt           |      | 2006               | 50,9               | Cabauw             |
| Laagste etmaalgemiddelde relatieve vochtigheid (%) | 1947              | 39                | De Bilt           |      | 1935               | 38                 | Maastricht         |
| Laagste uurwaarde luchtdruk op zeeniveau (hPa) | 1940              | 994,6             | De Bilt           |      | 1931               | 991,8              | De Kooy            |
| Hoogste uurwaarde luchtdruk op zeeniveau (hPa) | 1973              | 1029,3            | De Bilt           |      | 1973               | 1029,6             | De Kooy            |
| Officiële records worden altijd gemeten op het KNMI-weerstation in De Bilt. Landelijke records kunnen worden gemeten op elk officieel KNMI-weerstation in Nederland. |                   |                   |                   |      |                    |                    |                    |

Uitzonderlijke gebeurtenissen
- 1943 - Officieel hoogste minimumtemperatuur in °C van het jaar gemeten in De Bilt: 18,0
- 1947 - Officieel maandrecord laagste etmaalgemiddelde relatieve vochtigheid in % van augustus gemeten in De Bilt: 39
- 2010 - Laatste officiële zomerse dag van het jaar (maximumtemperatuur ≥ 25 °C in De Bilt)
- 2018 - In De Bilt wordt de 52e zomerse dag van het jaar gemeten. Daarmee wordt het record uit 2006 gebroken.[7]
- 2023 - Officieel hoogste uurwaarde luchtdruk op zeeniveau in hPa van augustus dit jaar gemeten in De Bilt: 1024,0
- 2023 - Landelijk hoogste uurwaarde luchtdruk op zeeniveau in hPa van augustus dit jaar gemeten in Westdorpe: 1024,8

### België
Dagrecords
- 1885 - Laagste etmaalgemiddelde temperatuur 11,1 °C
- 1943 - Hoogste etmaalgemiddelde temperatuur 24,8 °C
- 1885 - Laagste minimumtemperatuur 7,5 °C
- 1918 - Hoogste maximumtemperatuur 31,4 °C
- 2006 - Hoogste etmaalsom van de neerslag 33 mm

Uitzonderlijke gebeurtenissen
- 1907 - Tornado in Hallaar (Heist-op-den-Berg).
- 1952 - 151 mm neerslag in 1 week in Thimister.
- 2006 - Een tornado die zich verplaatst tussen Marchin en Tinlot velt verschillende bomen.

<< · 1 · 2 · 3 · 4 · 5 · 6 · 7 · 8 · 9 · 10 · 11 · 12 · 13 · 14 · 15 · 16 · 17 · 18 · 19 · 20 · 21 · 22 · 23 · 24 · 25 · 26 · 27 · 28 · 29 · 30 · 31 · >>